# فريدريك لونسديل
فريدريك لونسديل (بالإنجليزية: Frederick Lonsdale)‏ كاتب مسرحي بريطاني (ولد عام 1881) أشهر أعمالة مسرحية الأميرة البلقانية ومسرحية السيدة تشيني .

## روابط خارجية
- فريدريك لونسديل على موقع IMDb (الإنجليزية)
- فريدريك لونسديل على موقع الموسوعة البريطانية (الإنجليزية)
- فريدريك لونسديل على موقع ميوزك برينز (الإنجليزية)
- فريدريك لونسديل على موقع قاعدة بيانات برودواي على الإنترنت (الإنجليزية)
- فريدريك لونسديل على موقع إن إن دي بي (الإنجليزية)
- فريدريك لونسديل على موقع قاعدة بيانات الفيلم (الإنجليزية)